# CoronaVac
CoronaVac, còn được gọi là vắc-xin COVID-19 Sinovac, là vắc-xin COVID-19 dùng virus bất hoạt được công ty Sinovac Biotech của Trung Quốc phát triển. Nó được thử nghiệm lâm sàng giai đoạn III ở Brazil, Chile, Indonesia, Philippines, và Thổ Nhĩ Kỳ. Vắc xin này dựa trên công nghệ truyền thống tương tự như BBIBP-CorV và Covaxin, hai loại vắc-xin phòng ngừa covid-19 dùng virus bất hoạt khác. CoronaVac không cần phải đông lạnh và cả sản phẩm cuối cùng và nguyên liệu thô để tạo ra CoronaVac đều có thể được vận chuyển trong tủ lạnh ở 2–8 °C (36–46 °F), tương đương nhiệt độ dùng để lưu trữ vắc xin cúm.
Một nghiên cứu thực tế trên 10 triệu người Chile đã sử dụng CoronaVac cho thấy nó có hiệu quả 66% đối với COVID-19 có triệu chứng, 88% đối với việc nhập viện, 90% đối với việc nhập phòng ICU và 86% đối với tử vong. Tại Brazil, sau khi 75% dân số ở Serrana, São Paulo, được tiêm CoronaVac, kết quả sơ bộ cho thấy số ca tử vong giảm 95%, số ca nhập viện giảm 86% và số ca có triệu chứng giảm 80%. Tại Indonesia, dữ liệu thực tế từ 128.290 nhân viên y tế cho thấy khả năng của CoronaVac bảo vệ khỏi nhiễm bệnh có triệu chứng là 94%, cao hơn cả các kết quả trong các thử nghiệm lâm sàng.
Kết quả giai đoạn III từ Thổ Nhĩ Kỳ được công bố trên The Lancet cho thấy hiệu quả của CoronaVac đạt hiệu quả 84% dựa trên 10,218 người tham gia thử nghiệm. Kết quả giai đoạn III từ Brazil trước đây cho thấy vắc xin này có 50,7% hiệu quả trong việc ngăn ngừa nhiễm trùng có triệu chứng và 83,7% hiệu quả trong việc ngăn ngừa các trường hợp nhẹ cần điều trị. Hiệu quả chống lại các ca nhiễm bệnh có triệu chứng tăng lên 62,3% với khoảng cách thời gian giữa các liều là 21 ngày hoặc hơn.
CoronaVac đang được sử dụng trong các chiến dịch tiêm chủng ở nhiều nước khác nhau ở Châu Á, Nam Mỹ, Bắc Mỹ, và Châu Âu. Đến tháng 4 năm 2021, Sinovac có năng lực sản xuất 2 tỷ liều một năm và đã phân phối tổng cộng 600 triệu liều. Vắc xin này hiện đang được sản xuất tại một số cơ sở ở Trung Quốc, với kế hoạch sản xuất ở nước ngoài tại Brazil vào tháng 9 năm 2021 và cuối cùng là ở Ai Cập và Hungary.
Vào ngày 1 tháng 6 năm 2021, Tổ chức Y tế Thế giới (WHO) đã cho phép vắc xin được sử dụng trong trường hợp khẩn cấp, nhưng lúc đó đã có hơn 430 triệu liều CoronaVac đã được sử dụng trên toàn cầu. Sinovac cũng đã ký thỏa thuận bán 380 triệu liều vắc xin này cho COVAX. Tính đến ngày 7 tháng 7 năm 2021, CoronaVac là vắc xin được sử dụng rộng rãi nhất trên thế giới, với hơn 943 triệu liều được phân phối trên toàn cầu.